# Karel Pauzer
Karel Pauzer (* 4. prosince 1936 v Praze) je český sochař, keramik, grafik a restaurátor.

## Život
Od raného mládí ho zajímala příroda a za prázdninových pobytů na venkově kreslil a modeloval z hlíny. V keramické dílně rodiny Davidových ve Štěchovicích si vyzkoušel základní pracovní techniky již ve dvanácti letech a později si postavil i vlastní keramickou pec.
V letech 1951–55 studoval na Vyšší škole uměleckého průmyslu na Vinohradech a na Průmyslové škole bytové tvorby na Žižkově. Roku 1955 byl přijat na Vysokou školu uměleckoprůmyslovou v Praze, obor stavební keramika, do sochařského ateliéru prof. Jana Kavana a seznámil se zde se svou ženou Hanou Purkrábkovou. Školu ukončil r. 1961 a po absolvování vojenské služby (1961–63) se v letech 1966– 1968 účastnil skupinových výstav mladých výtvarníků doma i v zahraničí (Švédsko, Záp. Berlín, Amsterdam), roku 1969 důležité výstavy Nová figurace (Mánes, Praha, Dům umění města Brna) a výtvarné akce Socha a město v Liberci.
Na autorské výstavě (1969) ve Špálově galerii v Praze představil reprezentativní soubor témat, která pak rozvíjí v následující tvorbě.
Po roce 1970 byl bez registrace v normalizačním Svazu výtvarných umělců zbaven možnosti vystavovat a v nedobrovolné izolaci proto v letech 1971–1989 pracoval jako restaurátor při záchraně plastik v oblasti severočeské hnědouhelné pánve. Ojedinělá výstava Karla Pauzera a jeho ženy Hany Purkrábkové se uskutečnila roku 1985 v belgické Galerii de Jonge Jakub v Leuven. Koncem osmdesátých let se zúčastnil řady proslulých neoficiálních výstav (Galerie H, Vojanovy sady, Forum ´88) a podílel se na sborníku „Šedá cihla“, vydaném s podporou Jazzové sekce.
Roku 1987 se stál členem Nové skupiny výtvarníků (členská výstava 1990, MK Praha), v roce 1990 obnovené Umělecké besedy (první výstava 1992, Mánes, Praha) a v roce 1991 sdružení výtvarníků Lipany (Galerie Fronta, Praha 1991). Je členem Sdružení výtvarných umělců keramiků.
Karel Pauzer žije a pracuje v Brunšově.

## Dílo

### Plastiky
Karel Pauzer již od počátku své tvorby preferuje modelaci v keramické hlíně a sochám ponechává přirozenou barvu materiálu nebo je zvýrazňuje polychromií. Pro rozměrnější plastiky později využil i lehkost a pevnost syntetických pryskyřic (často ve spojení s keramickými materiály), méně často pracuje s cementem a kovem.
Podle Jiřího Šetlíka přišel Pauzer už na školu s hotovým, nepříliš optimistickým názorem na svět a lidi. Jeho tvorba vychází z vnitřního neklidu a autor se stává jakýmsi novodobým mystikem přírodních dějů. Mezi výtvarníky své generace působí jako solitér, který nepodléhá tlakům ani dobovým výtvarným proudům. Patří k umělcům, kteří jsou tak dobře obeznámeni s přírodou, že s ní mohou soupeřit.
Jeho rané sochařské dílo zahrnuje řadu reliéfních plastik reagujících na dobové tendence strukturální abstrakce a existenciální skepse. V jistém mystickém idealismu zároveň po svém domýšlel a významově přetvářel i estetiku českého informelu. V polovině 60. let se vrátil k figuraci a vystavuje první expresivní podobenství inspirovaná nelítostným bojem o existenci, agresivitou a žravostí. Ve druhé polovině šedesátých let, kromě zvířecích a rostlinných plastik, tvořil polychromované sochy skládané z více komplementárních prvků, které víceméně volně citují některé přírodní útvary (vajíčko, bobule, škeble apod.). Navázal tak na dobové konstruktivistické tendence a výrazná až groteskní barevnost jednotlivých prvků obráží i jistou změnu životního pocitu v krátkém období relativní svobody.

#### 60. léta

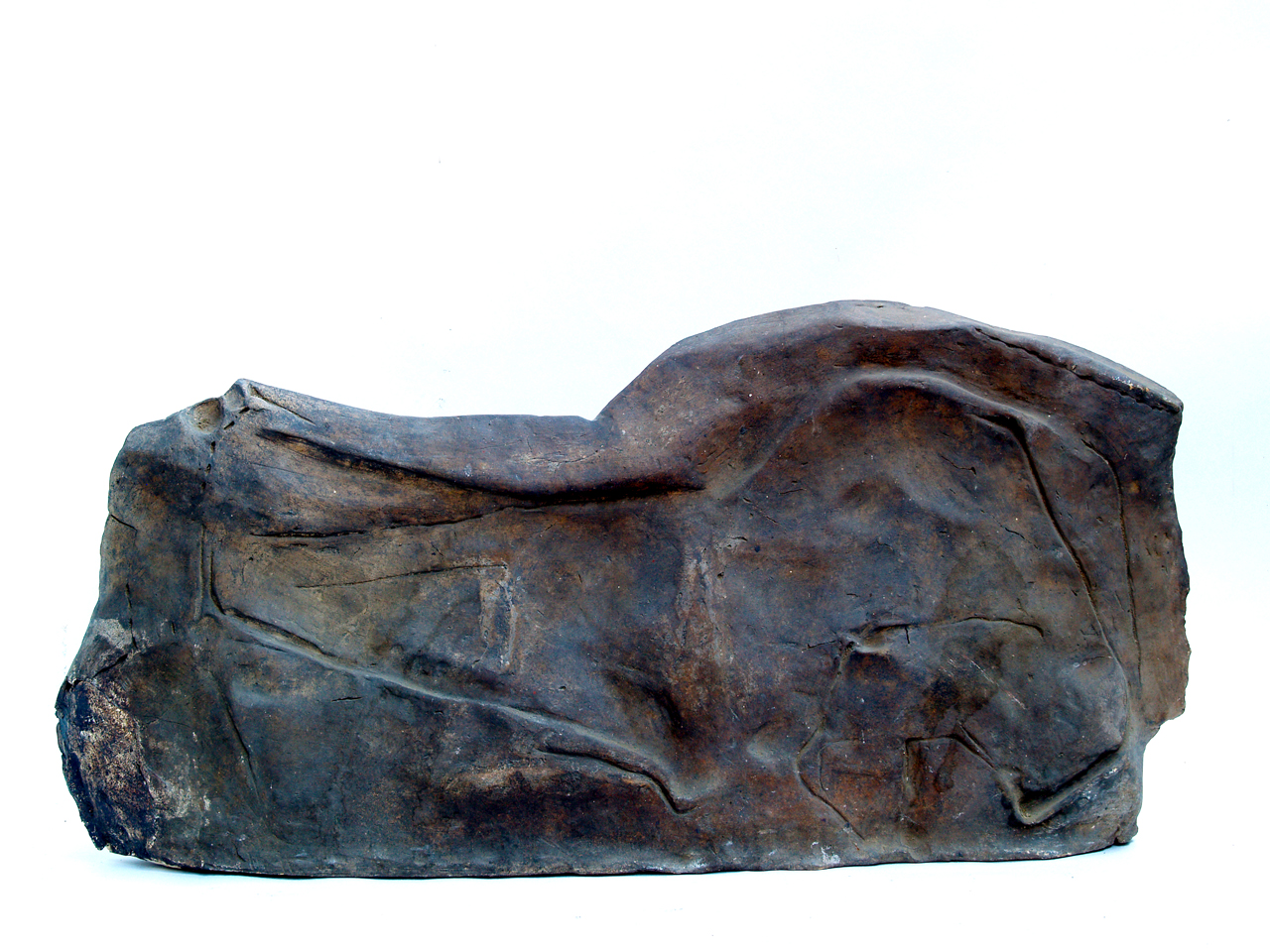
Hřbet, 1964
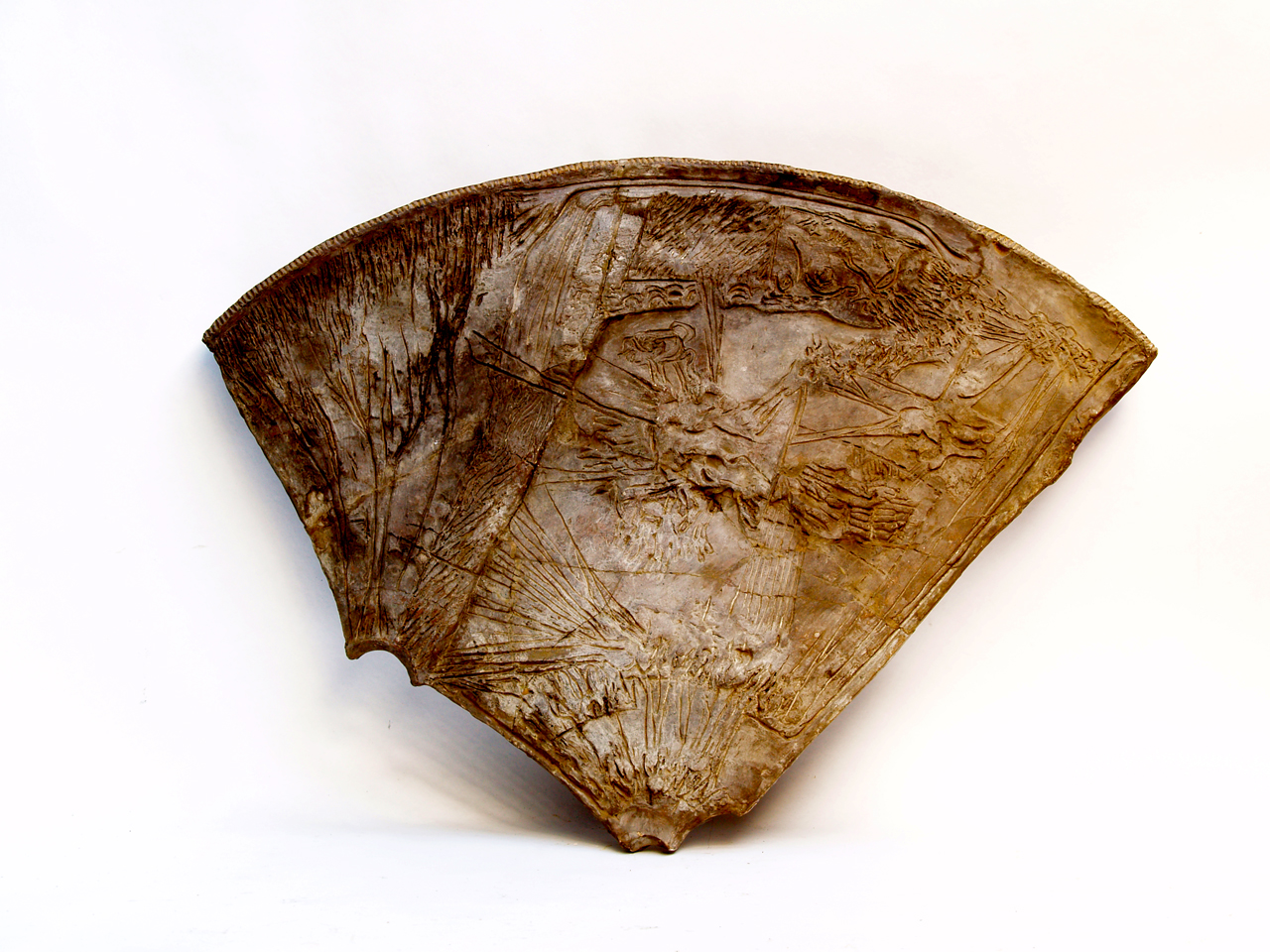
Segment, 1965
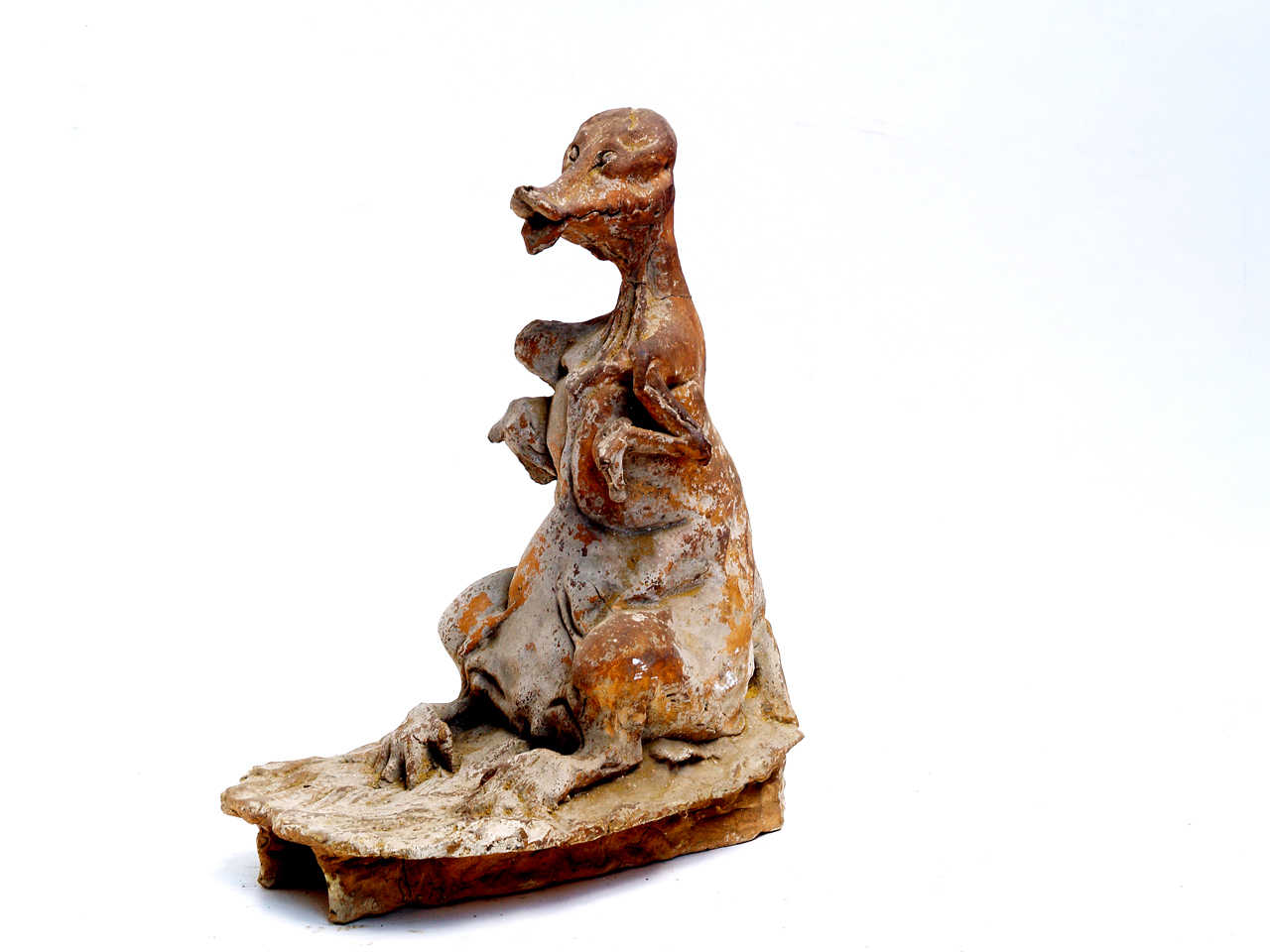
Malý Hvízdák, 1967
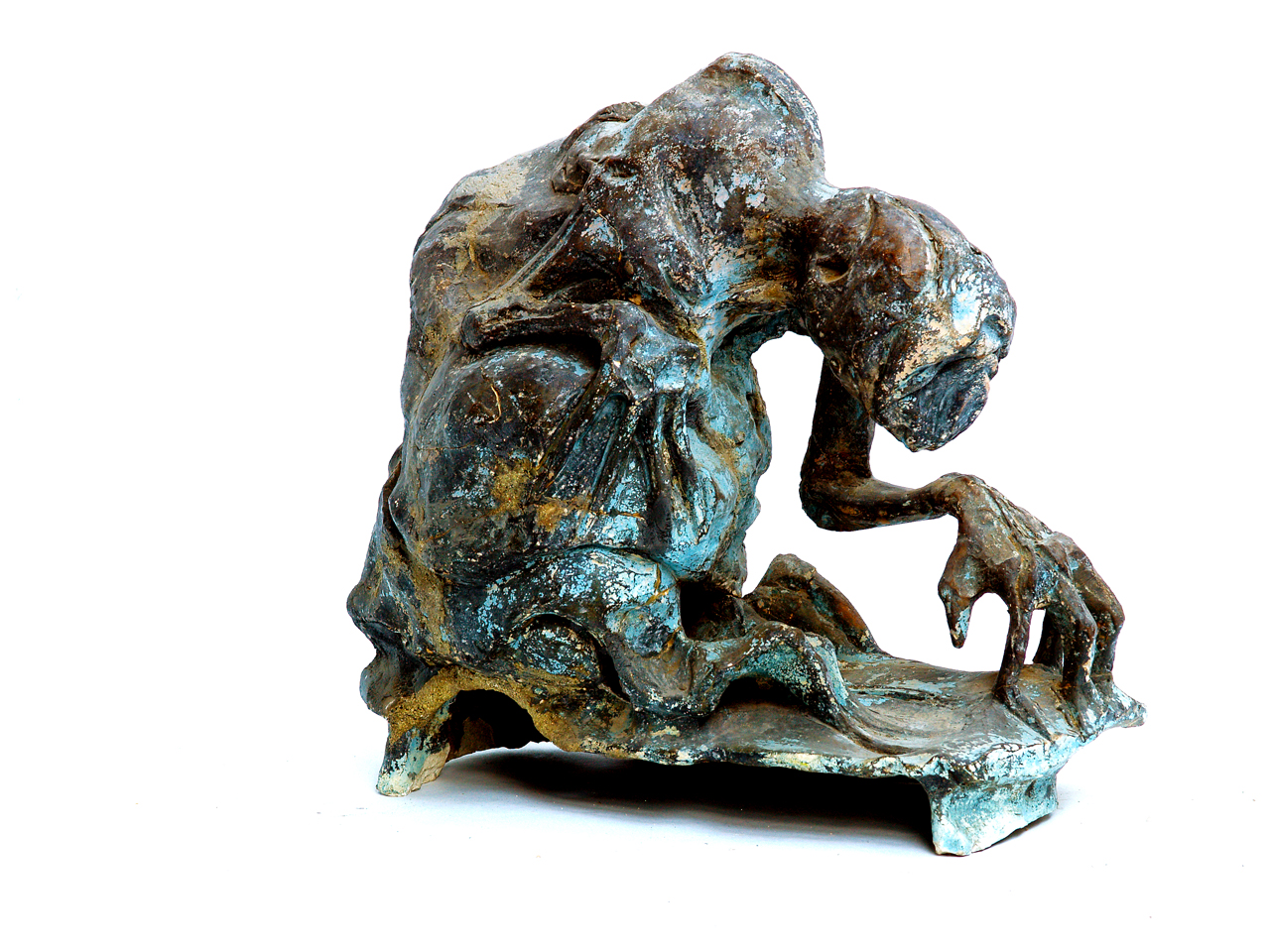
Hrabavé zvíře, 1967
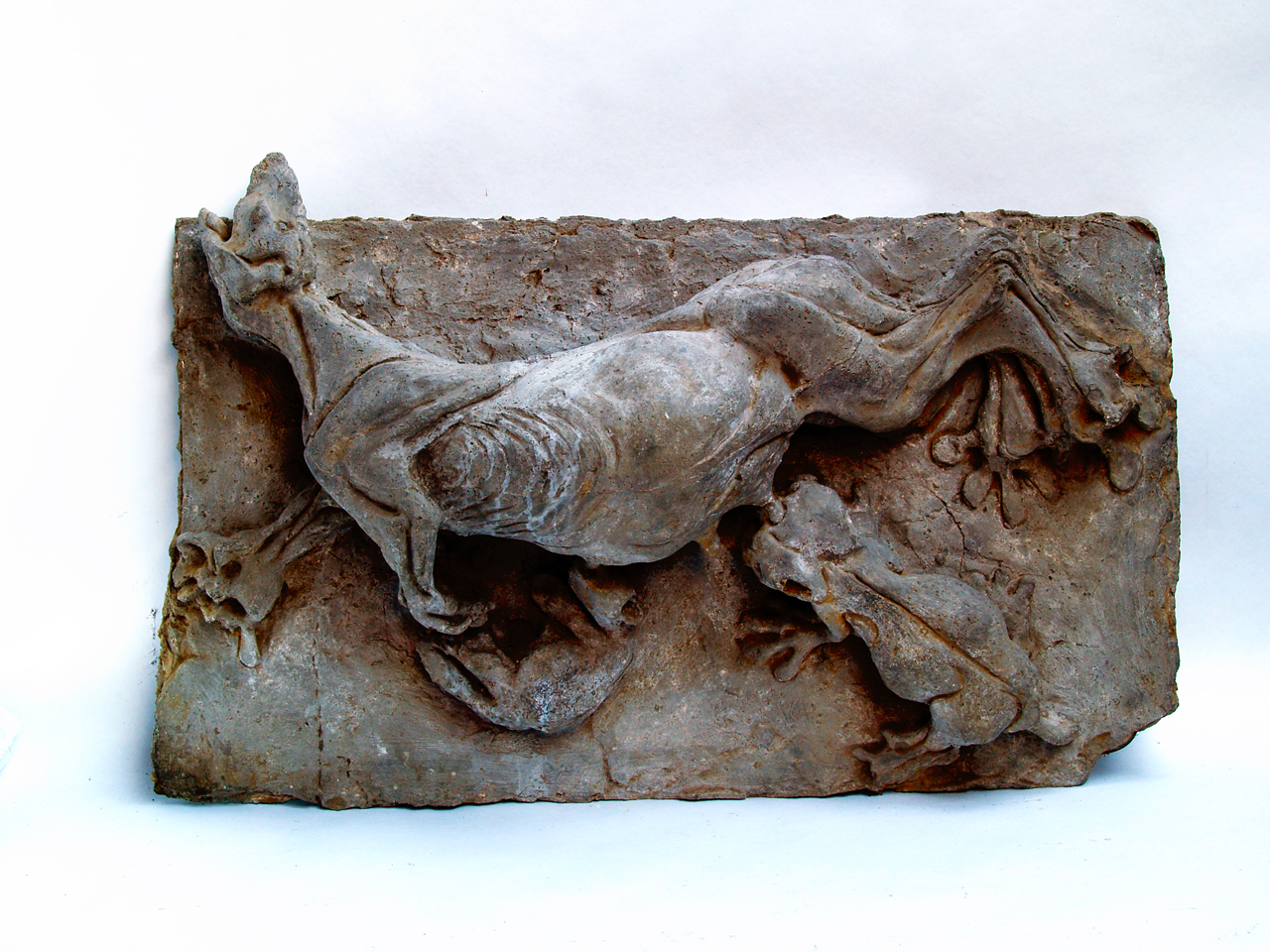
Rodinka, 1968

Okupace Československa roku 1968 vrátila tvorbu Karla Pauzera k syrovému realismu a brutálnímu pojetí jeho fantaskního bestiáře. V metaforických zobrazeních zvířat sochař využívá často drasticky expresivních scén zdánlivě animálních, ve skutečnosti situací lidských. Nahota jeho zvířecích figur, napjaté svaly, odhalené bradavky a genitálie, mimika, zobrazené pozice a deformované proporce mají znepokojit, znejistit a přivést k hlubšímu zamyšlení. Realistickou modelací vyvolává Pauzer dojem smyslově konkrétní podoby živého organismu. Nehledá povrchní popis banálních situací, a i když jeho zpodobení zvířat mohou připomínat gotické chrliče, manýristické zvířecí příšery nebo jsou pro vnější podobnost řazeny k tzv. české grotesce, jedná se vždy o ryze privátní reflexi světa, obrácenou více dovnitř než navenek. Jeho sochařská díla směřují k lidské duši, jejím běsům a zasutým instinktům, věčnému neklidu, pocitům ohrožení a odcizení.
Pauzer se svými sochami přiřadil k významným autorům zvířecího žánru ve světové plastice. Navazuje na tradici barokního expresionismu, který nově zhodnocuje.

#### Figury (přelom 60. let - 2014)

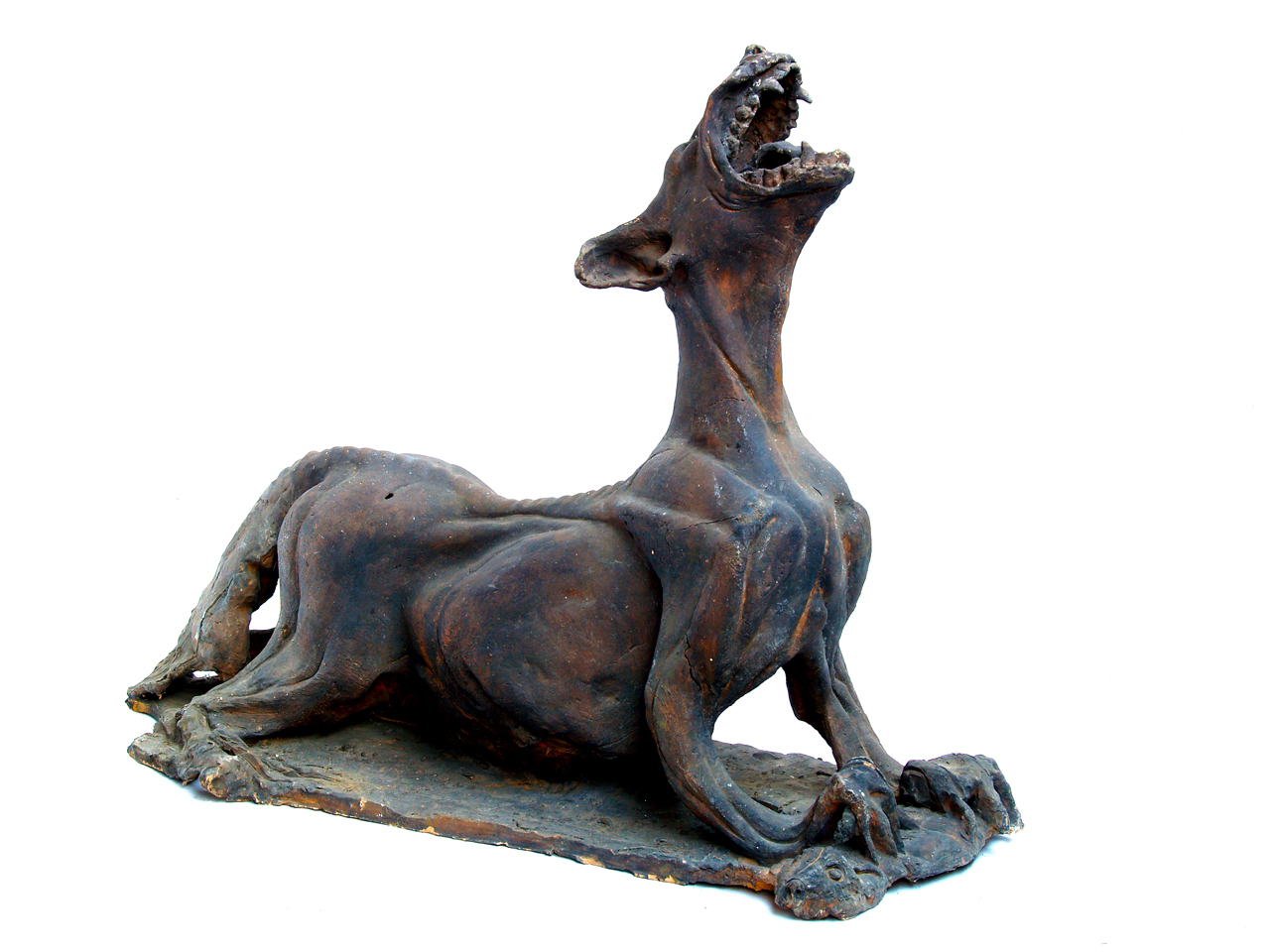
Černý pes, 1968-1969
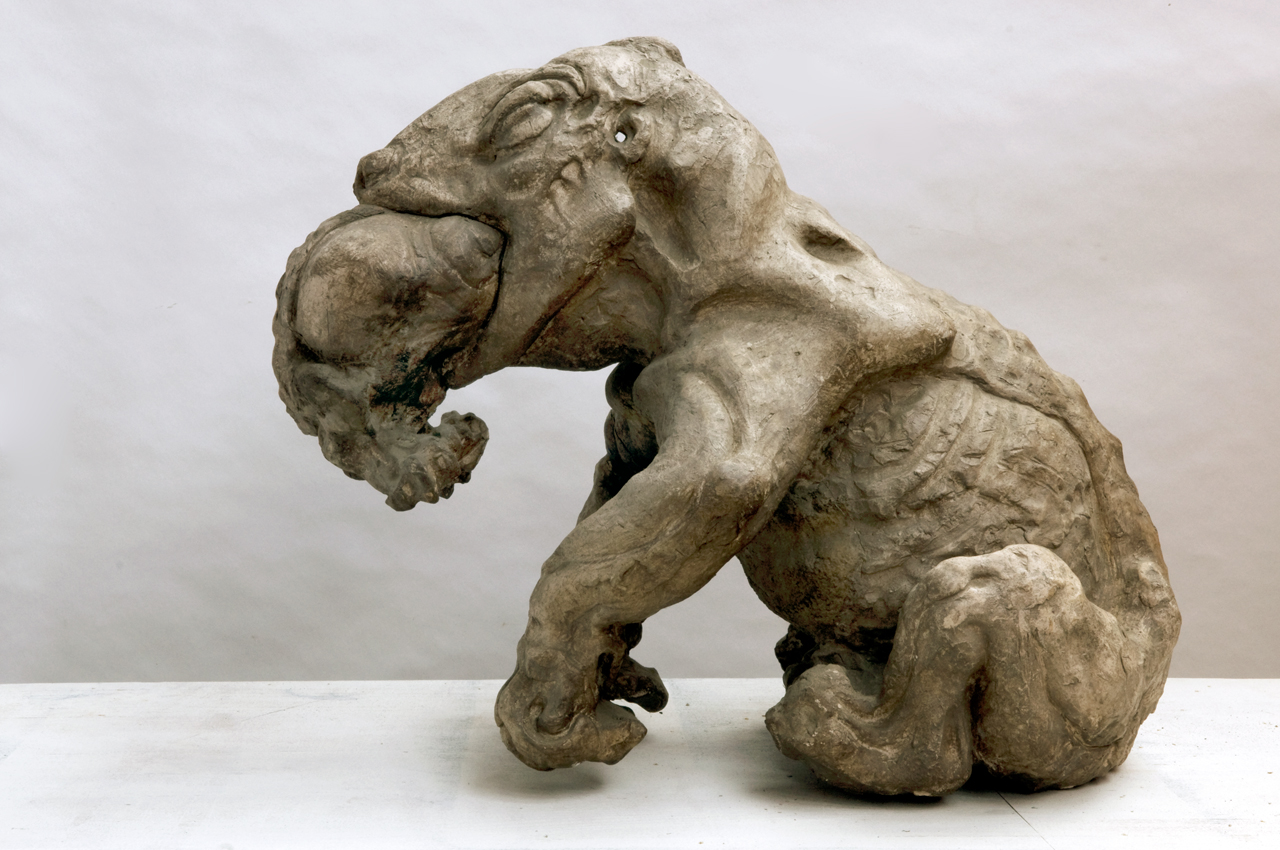
Žrout, 1978
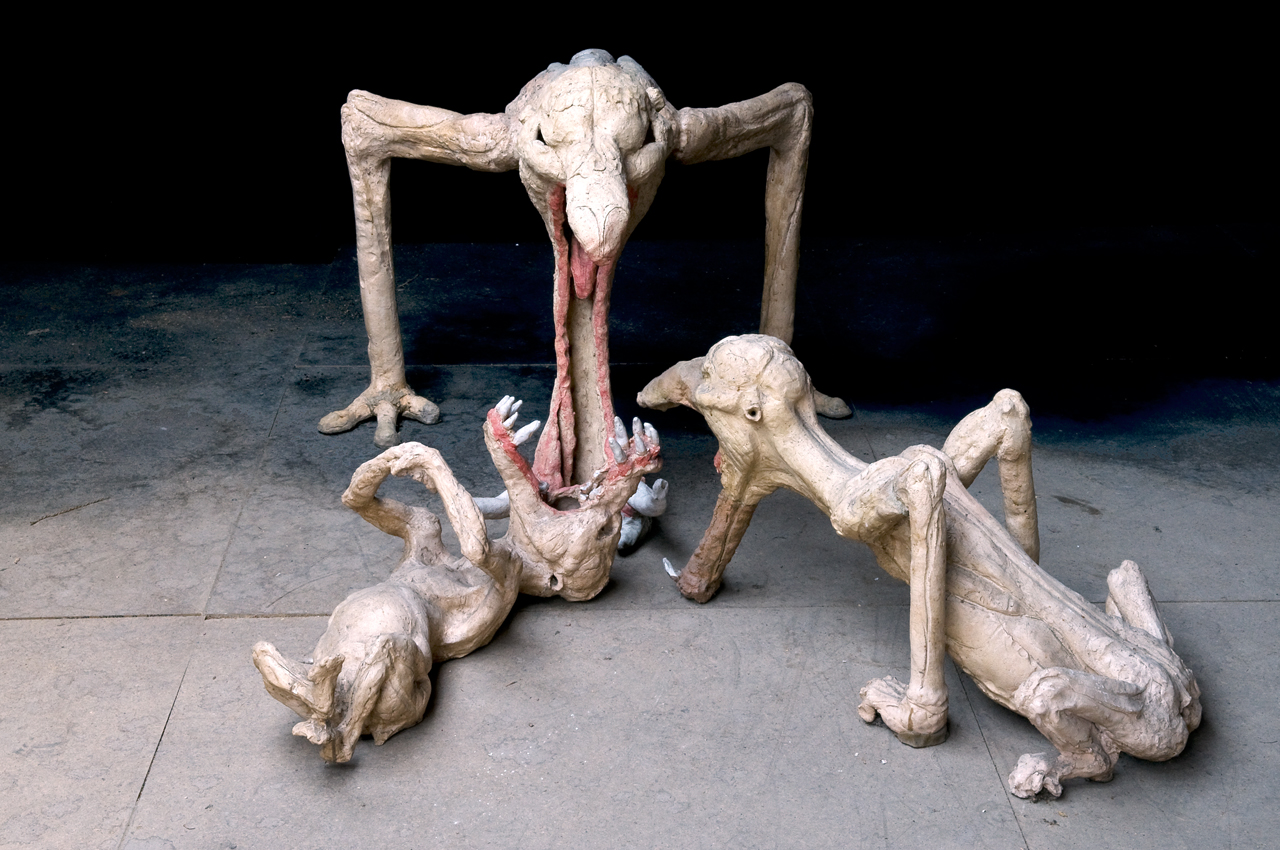
Dva na jednoho 2, 1992
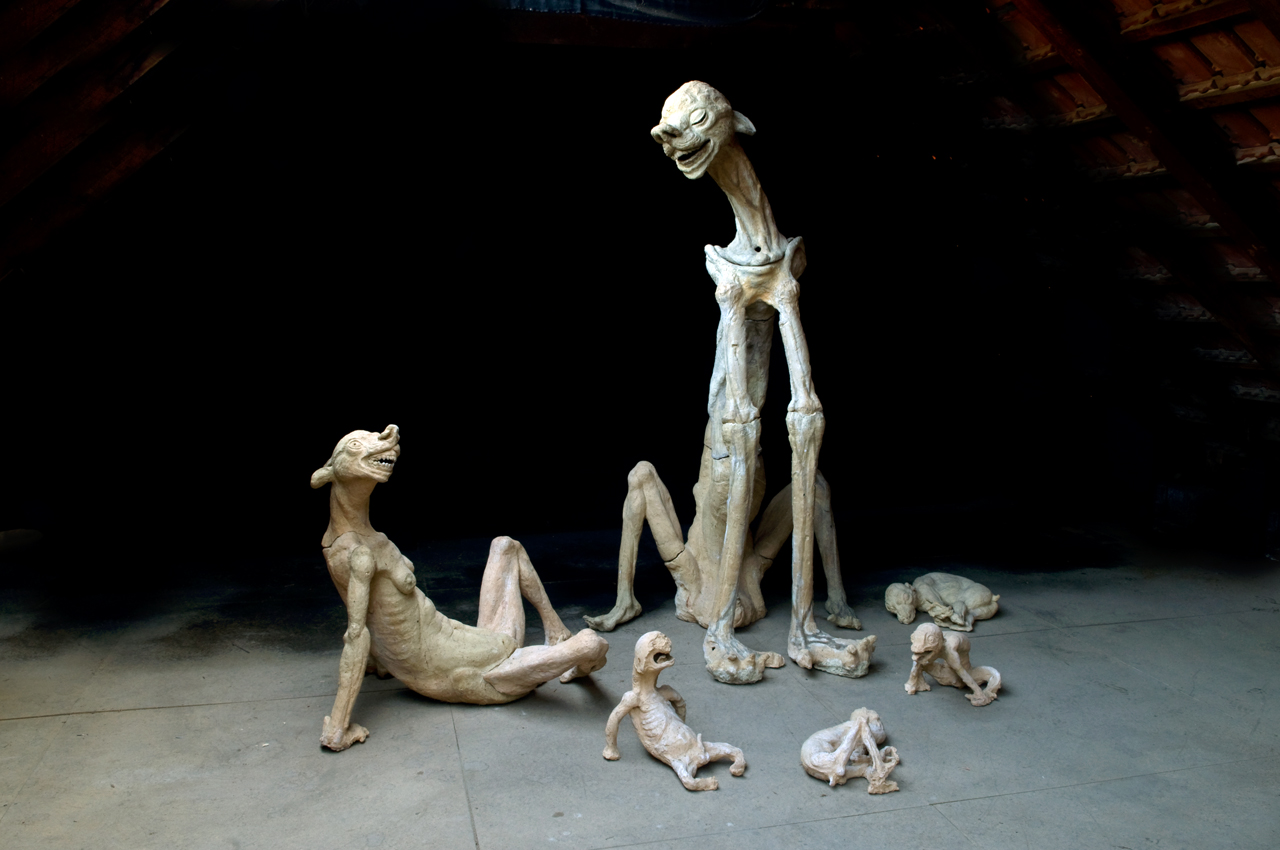
Rodina 2000, 1999-2000
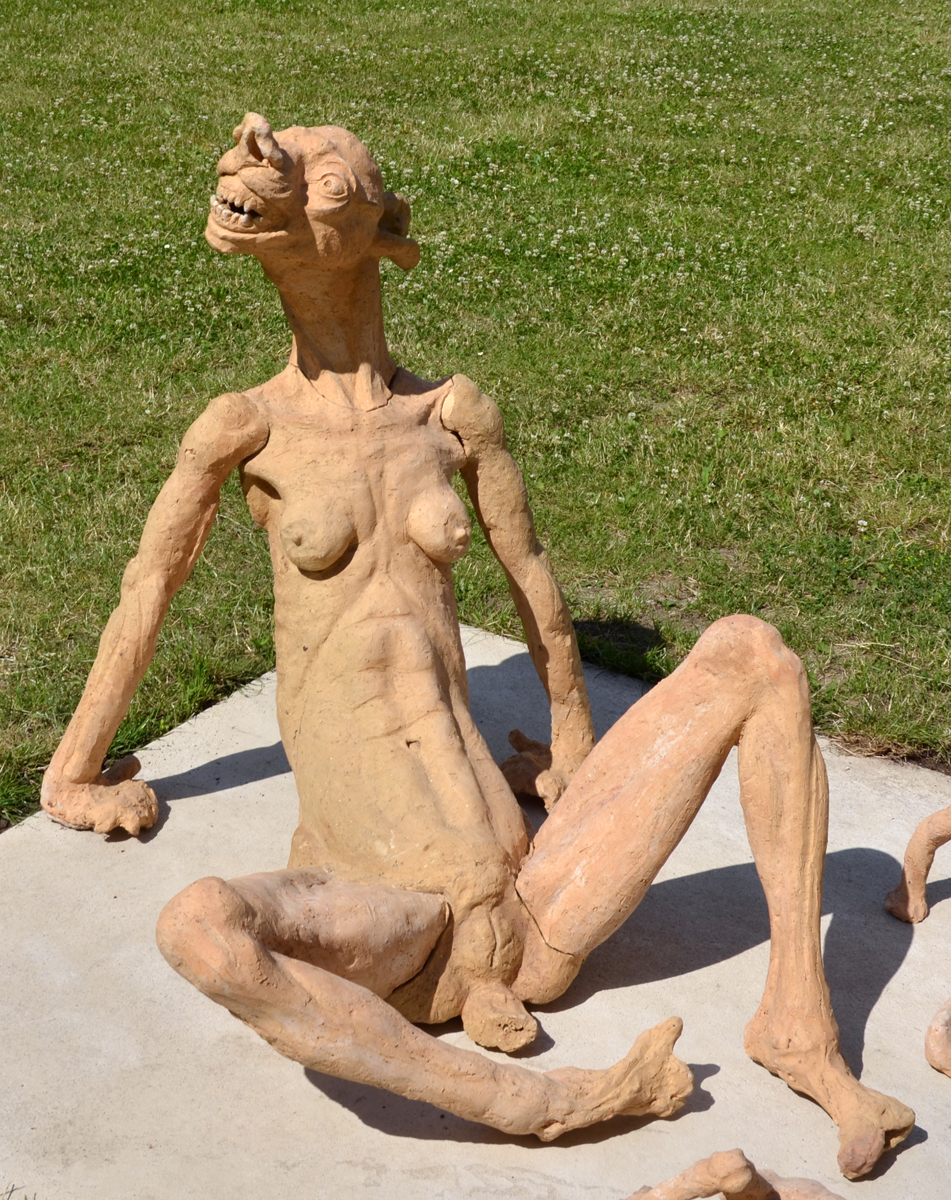
Rodina, detail, 2000
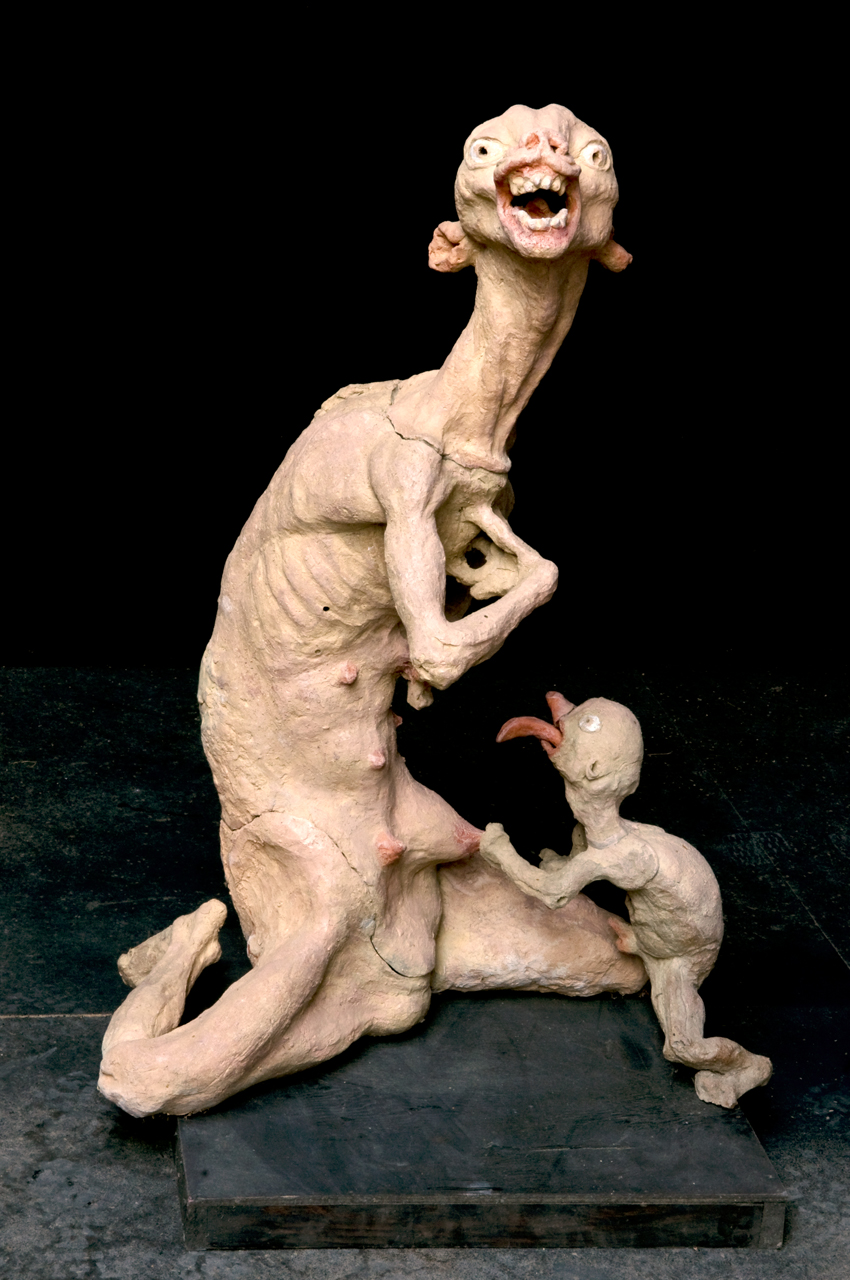
Mamka+chlapec, 2006
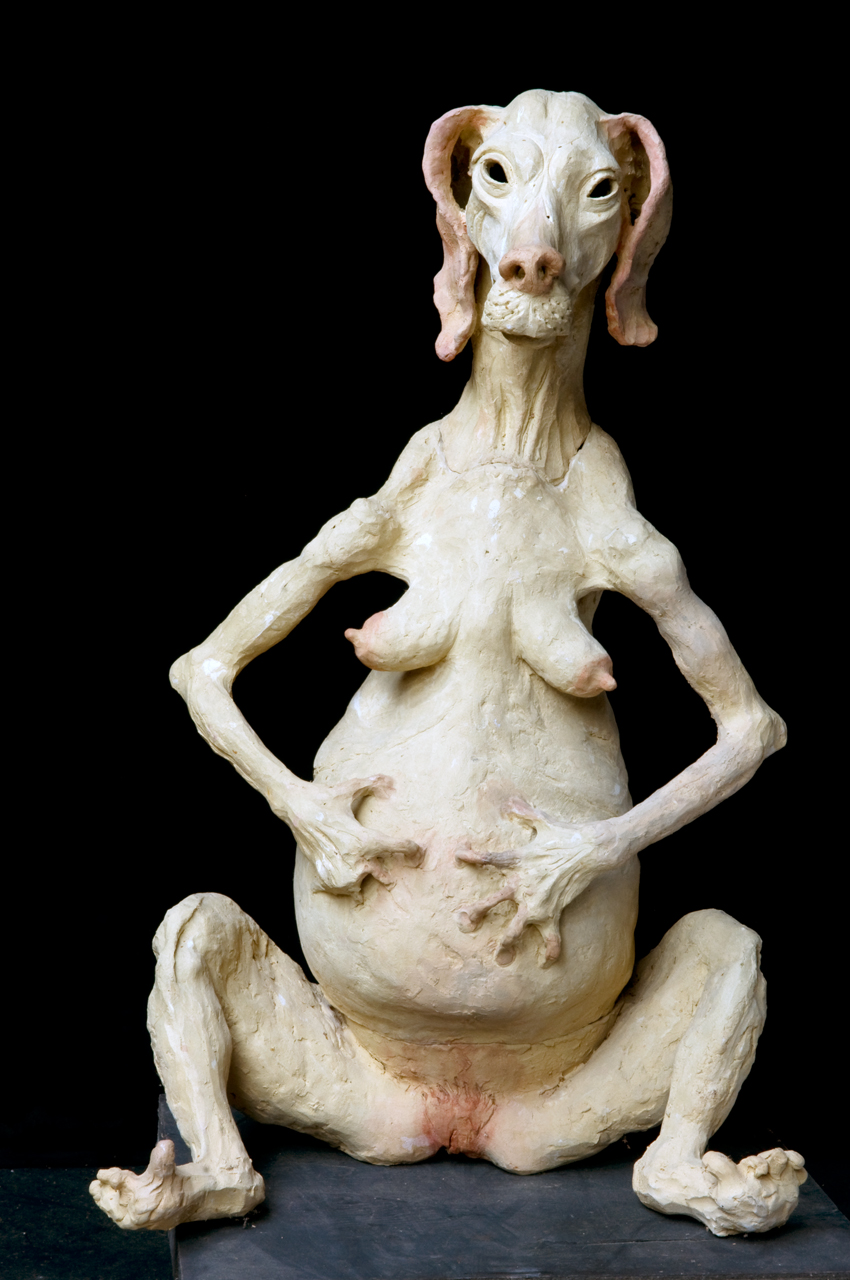
Panenka, 2008
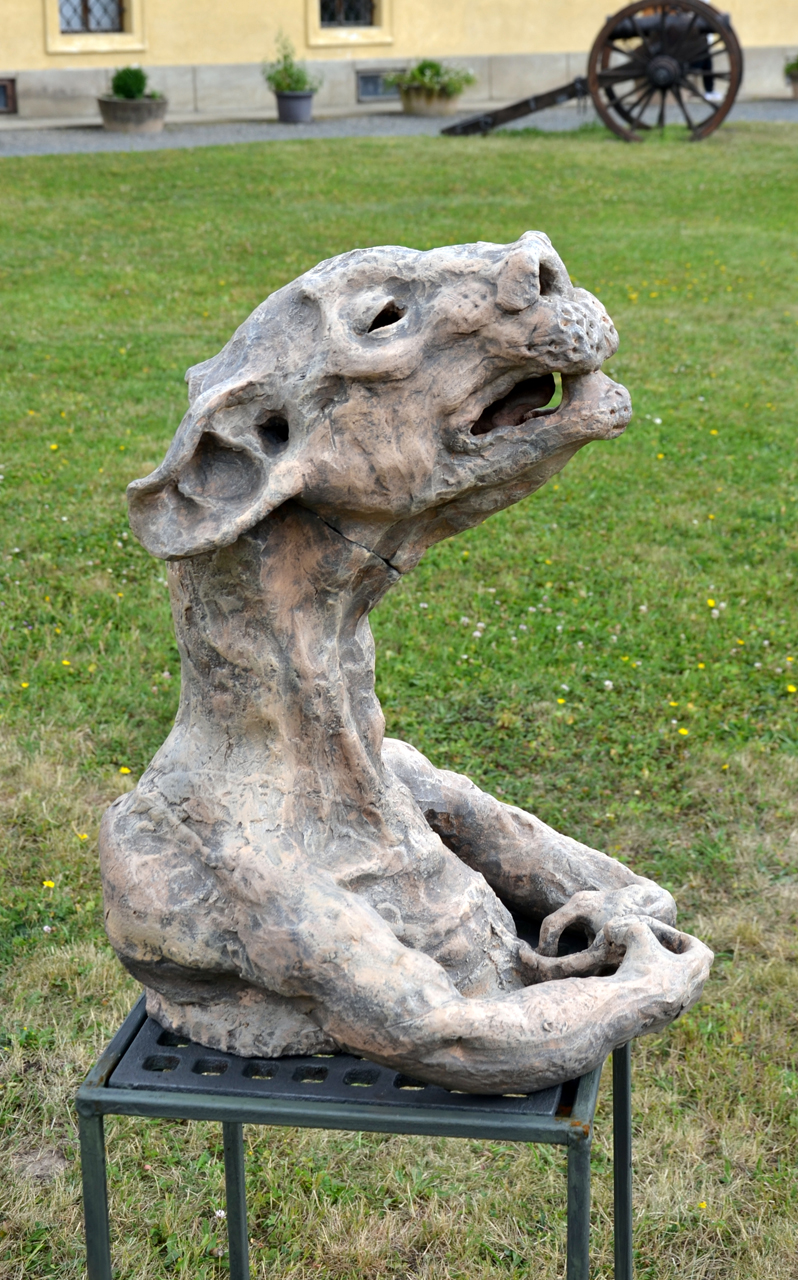
Bez názvu, 2014
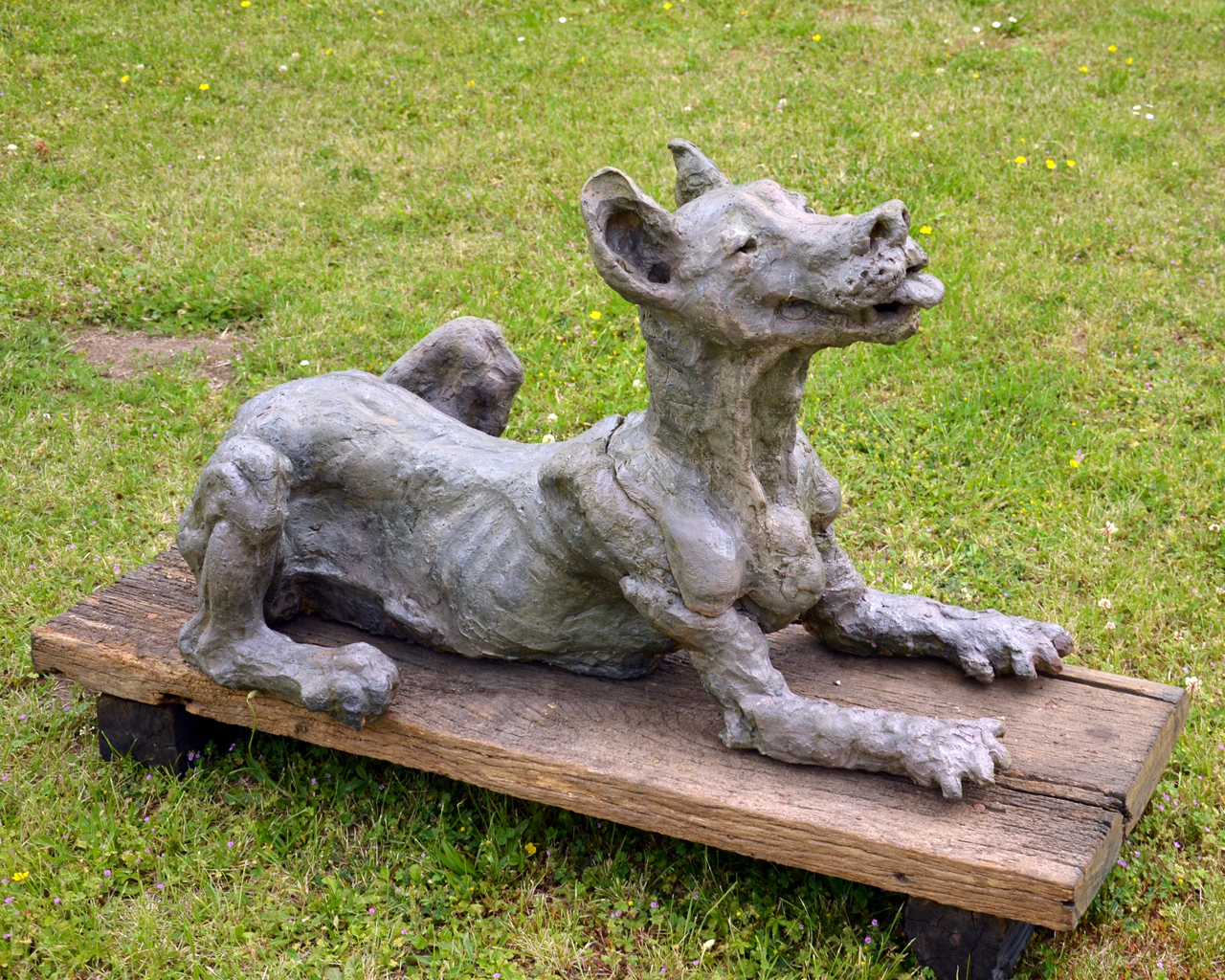
Pes, 2014
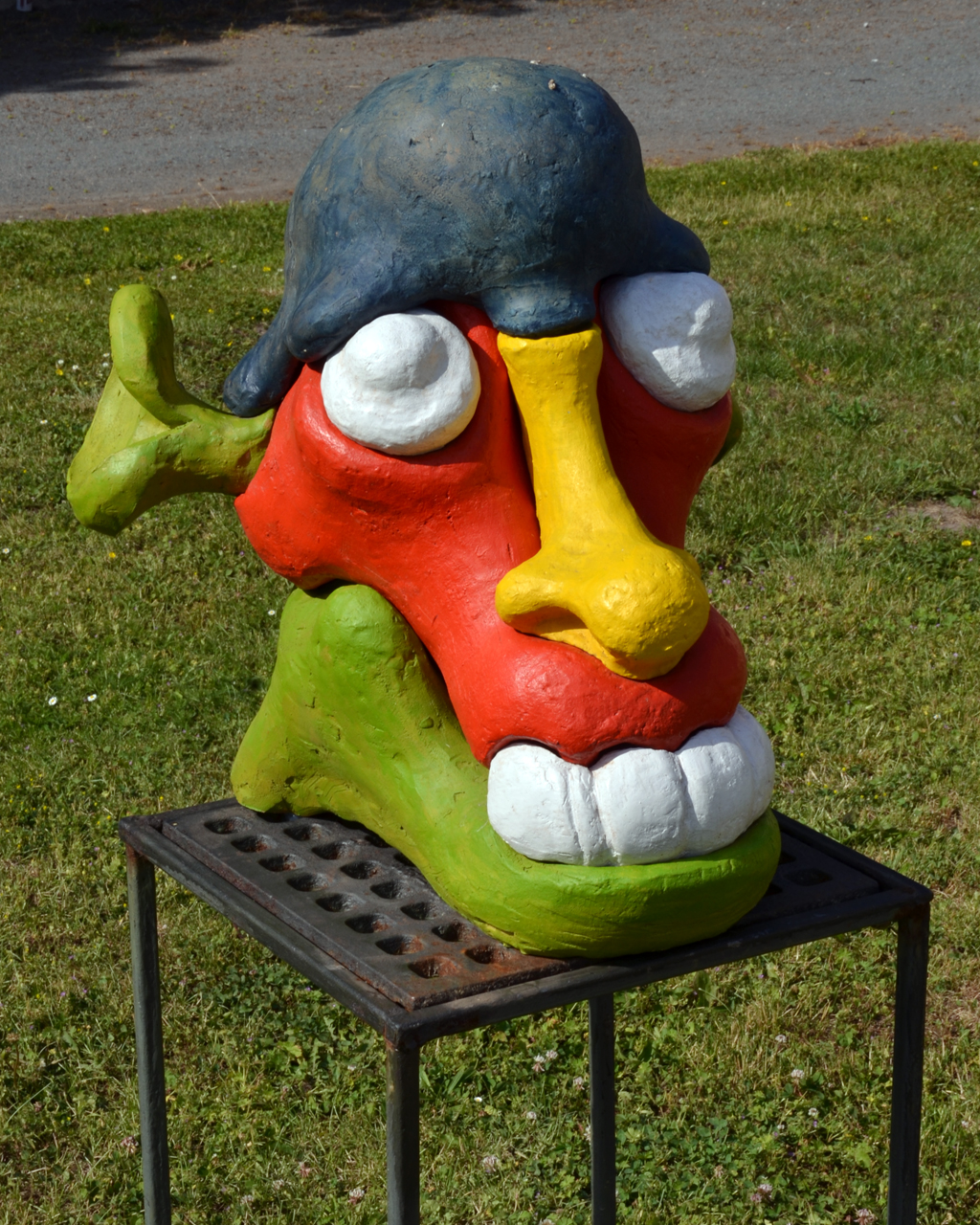
Barevná hlava, 2014

Také v rozměrných biomorfních plastikách z doby po roce 1989 sochař svobodně používá jen struktur, stavby či mechaniky odvozené z přírody, ale skládáním jednotlivých elementů a výraznou barevností zdůrazňuje, že konstrukce soch je výsostně jeho vlastní lidský záměr. S lehkostí stvořitele a v nadsázce skládá surrealistické obří hnáty s pařáty, připevňuje hmyzí křídla na stonky, terče játrovek opatřuje panožkami, volně kombinuje klouby, tykadla, drápy, masožravé listy, jazyky, oči. V názvech těchto útvarů z umělé pryskyřice se odráží jemně odstíněný lyrismus (Velký listnáč, Šestiprsťák, Dlouhošíjka, Tlamičky).

#### Zoobotanické sochy

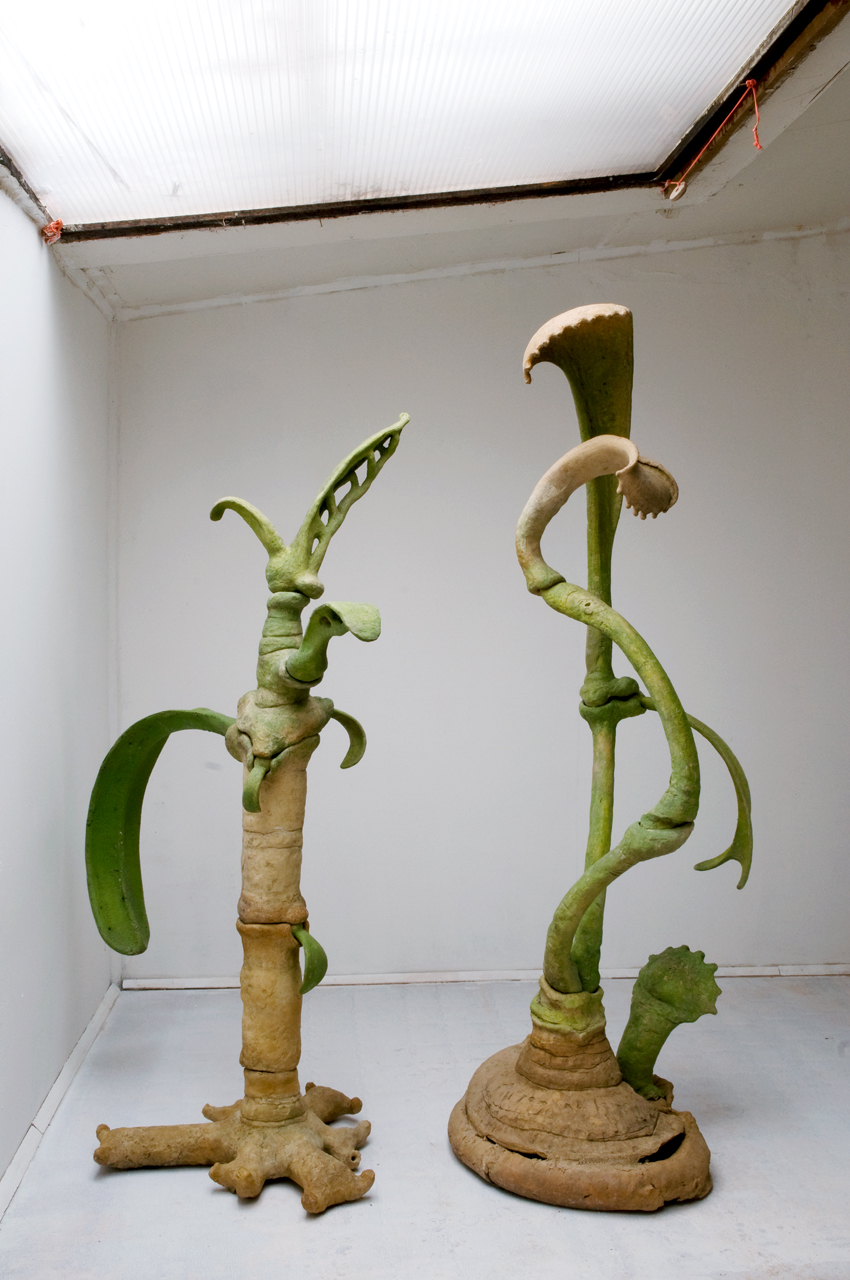
Botanická zoologická I, 1996-1997
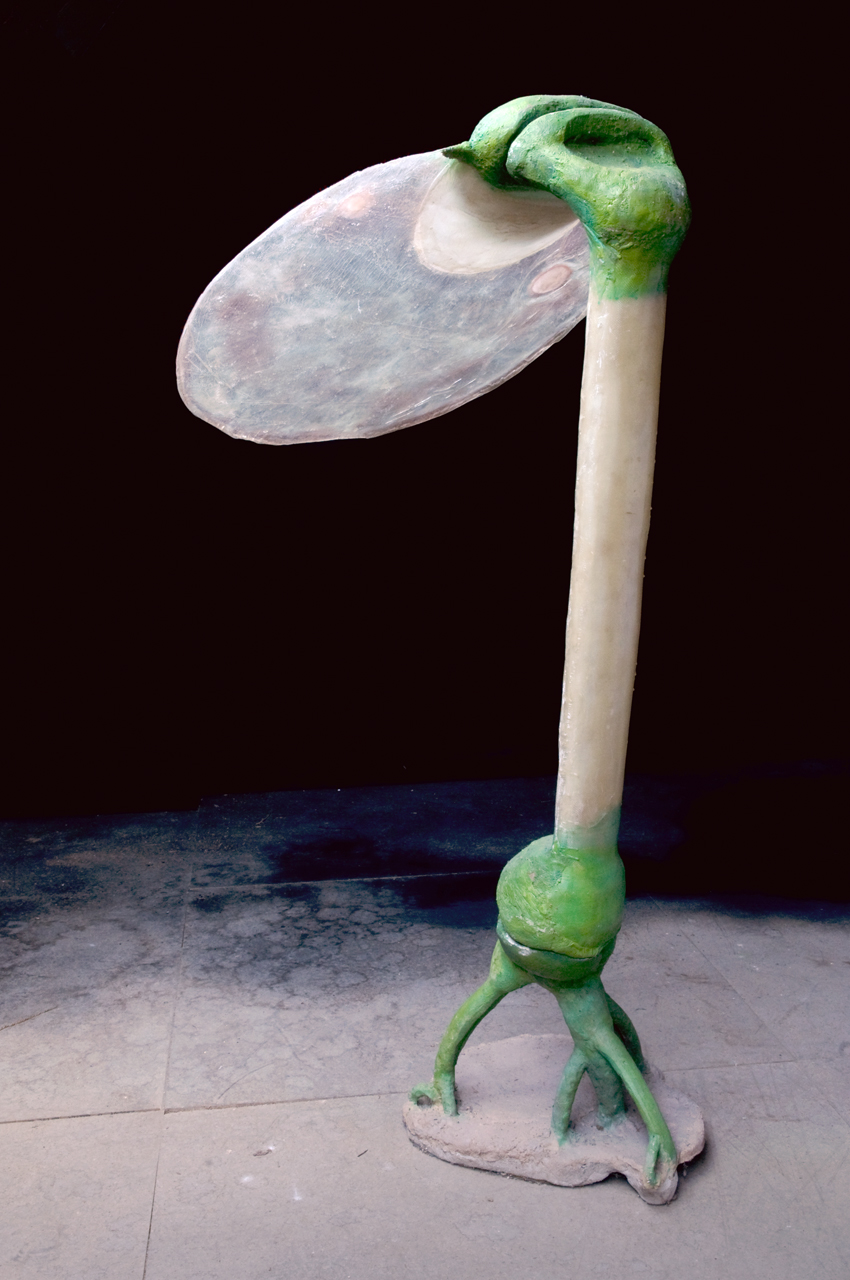
Listnáč, 2003
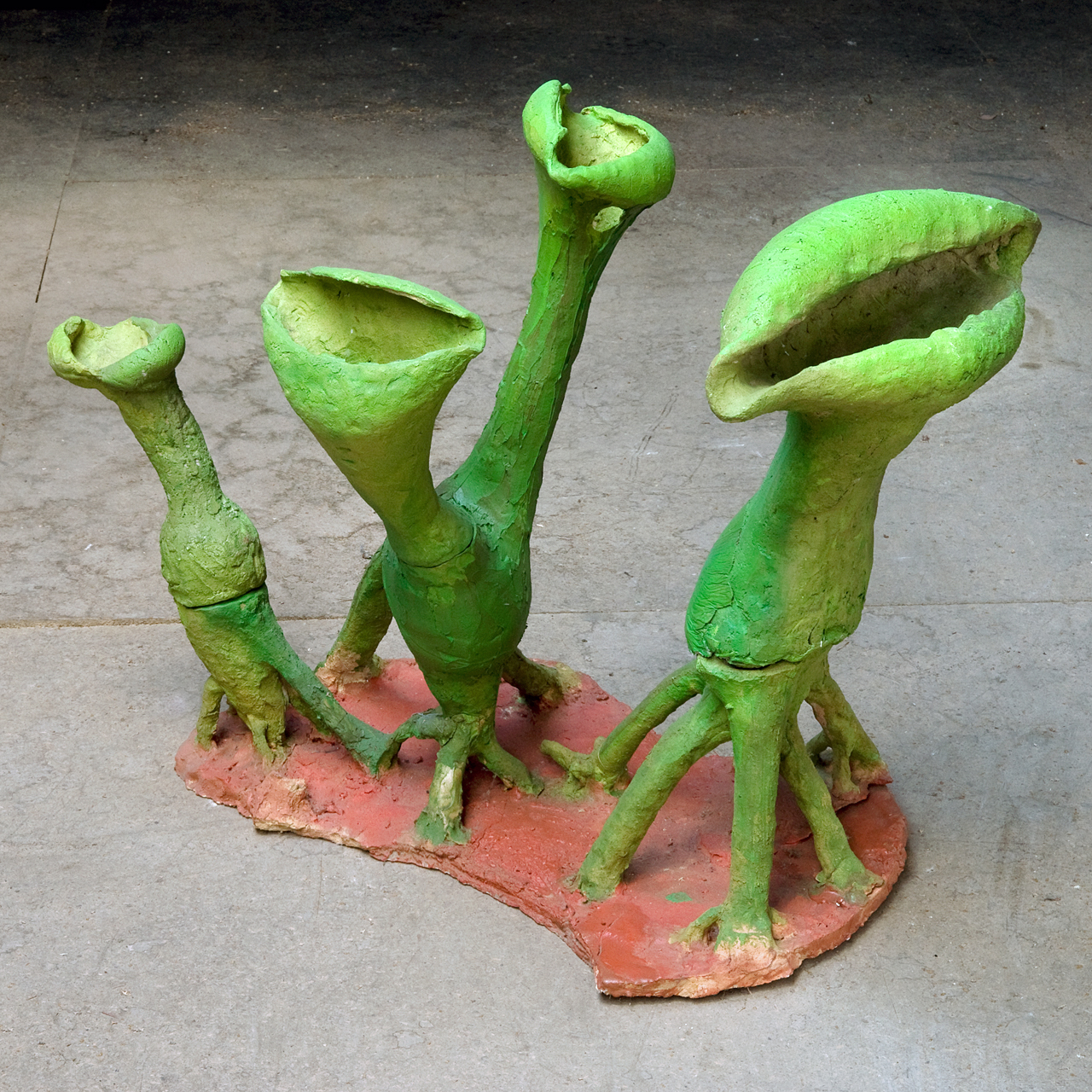
Tlamičky, 2008
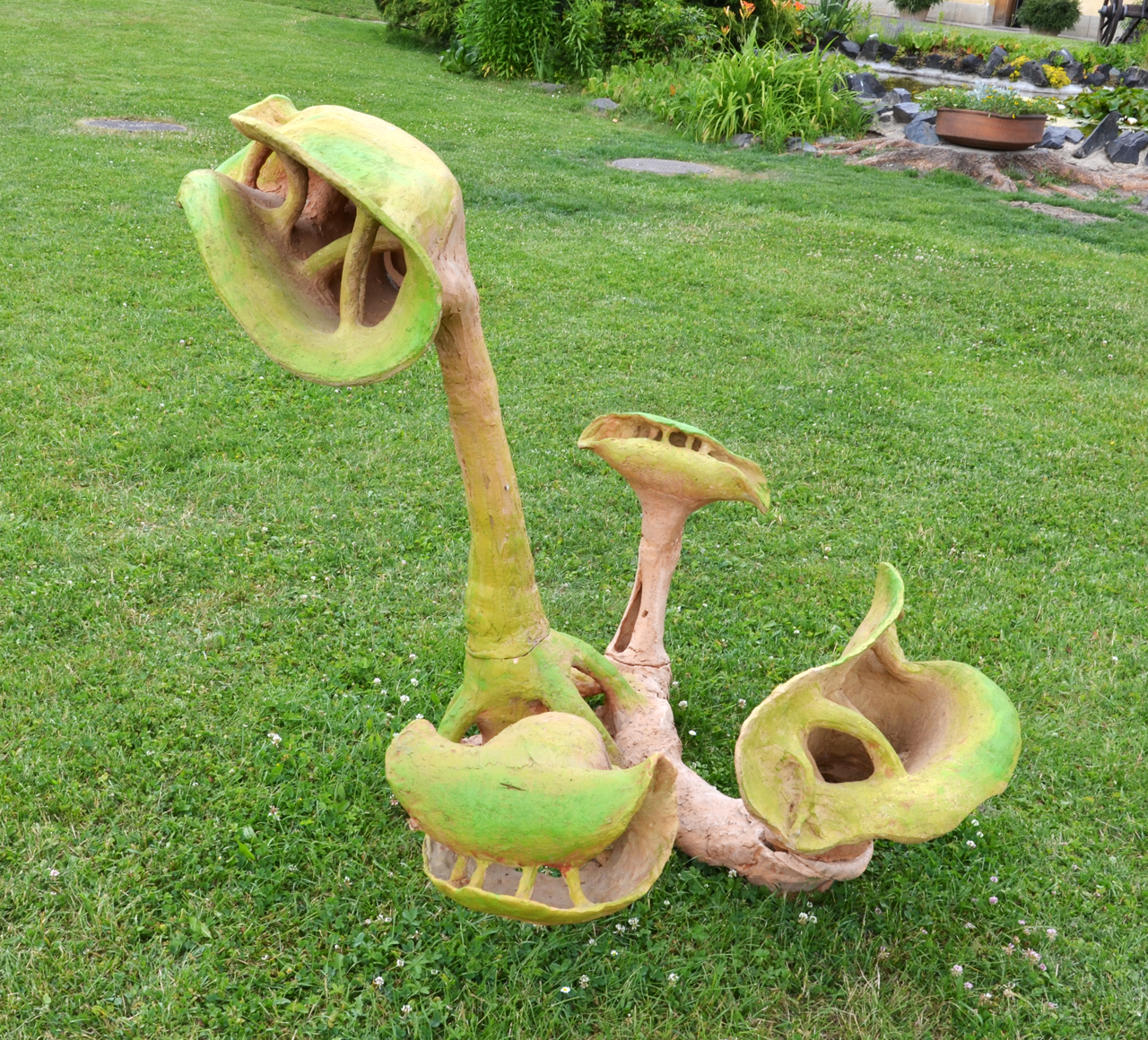
Větší tlamičky, 2009
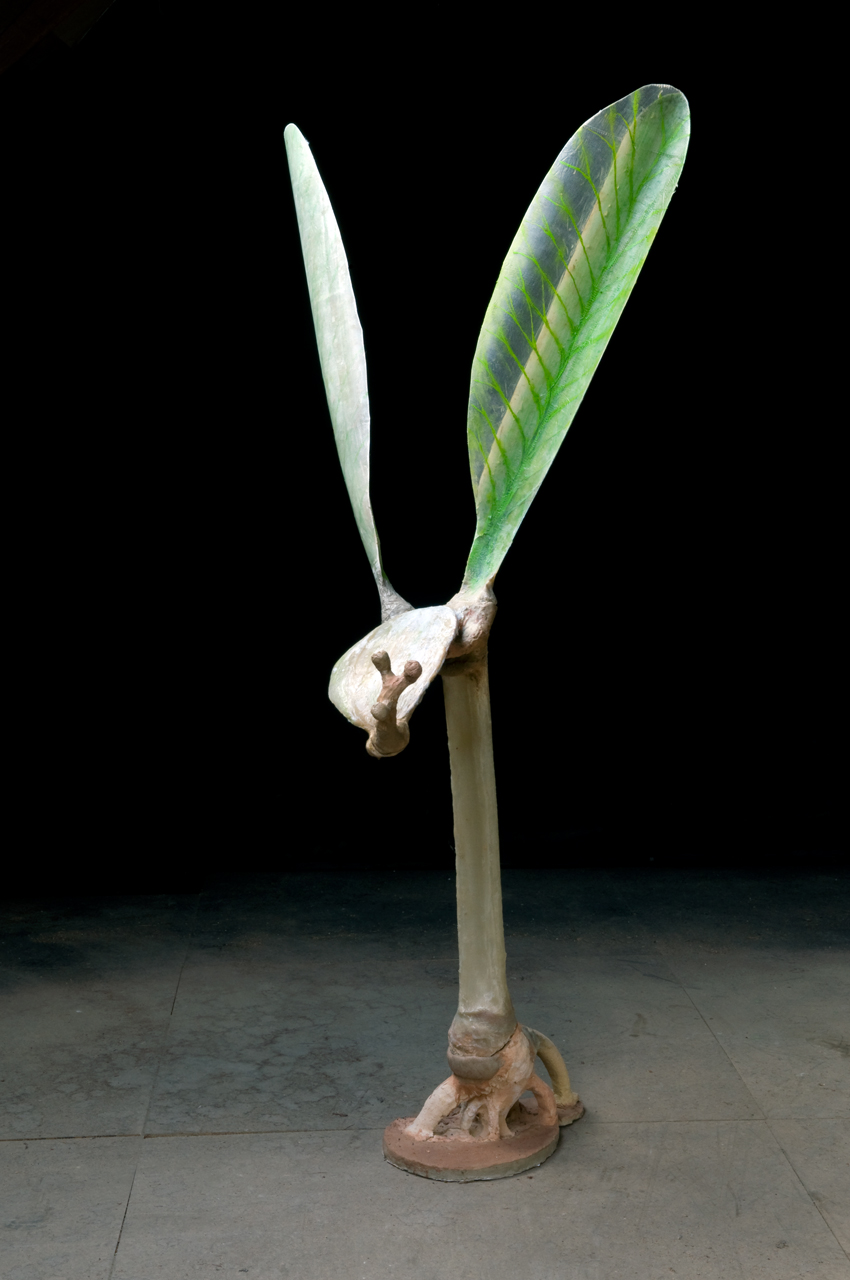
Dvoulist, 2009-2010

### Grafika a kresba
Od sedmdesátých let stejné téma rozvíjejí jeho grafické listy, tvořené obvykle kombinací leptu a akvatinty. Jsou charakteristické zdůrazněním objemu, ale též volnějším zobrazením figur a expresivitou, kterou modelace v hlíně neumožňuje. V zobrazených příbězích se odráží doba normalizace se vší věrolomností, zradou, násilím a cynismem. Jsou zásadními díly české grotesky a svým angažovaným obsahem se řadí k tomu nejlepšímu z tehdejší české grafiky. Pauzerův grafický cyklus zvířecích alegorií lze v českém umění považovat za jeden z vrcholných projevů intelektuálního odporu proti agresi a nově nastolené totalitě pokleslé moci. Pauzer se zabývá grafikou paralelně se sochařskou tvorbou a představil ji na samostatných výstavách.
Velkoformátové kresby kombinované s akvarelem směřují k abstrakci, lze v nich však vystopovat původní přírodní prvky připomínající embryonální tkáně, buněčné kultury, vznikající život i jeho zmar.

#### Kresby a malby

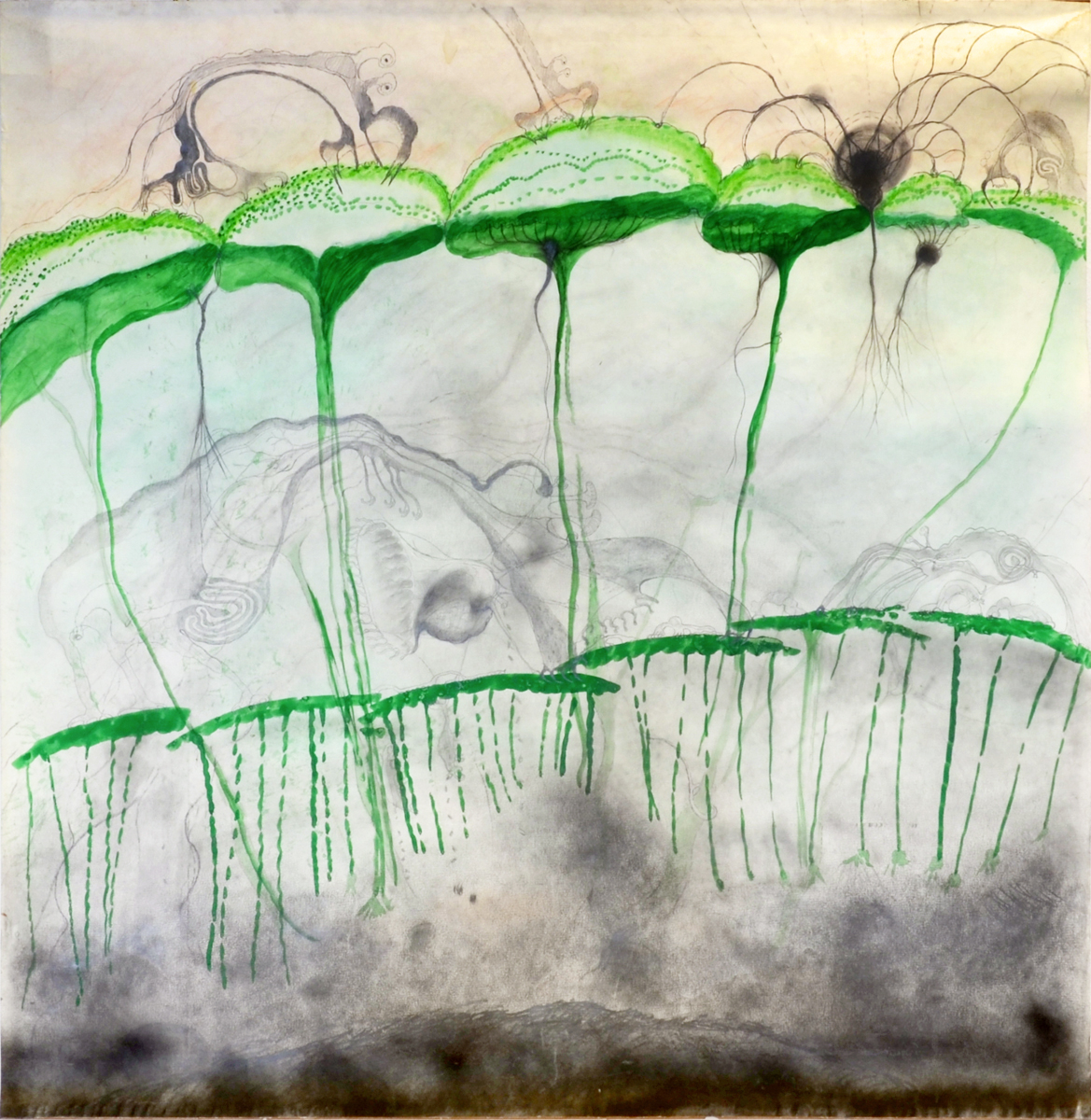
Něco živého, 1994
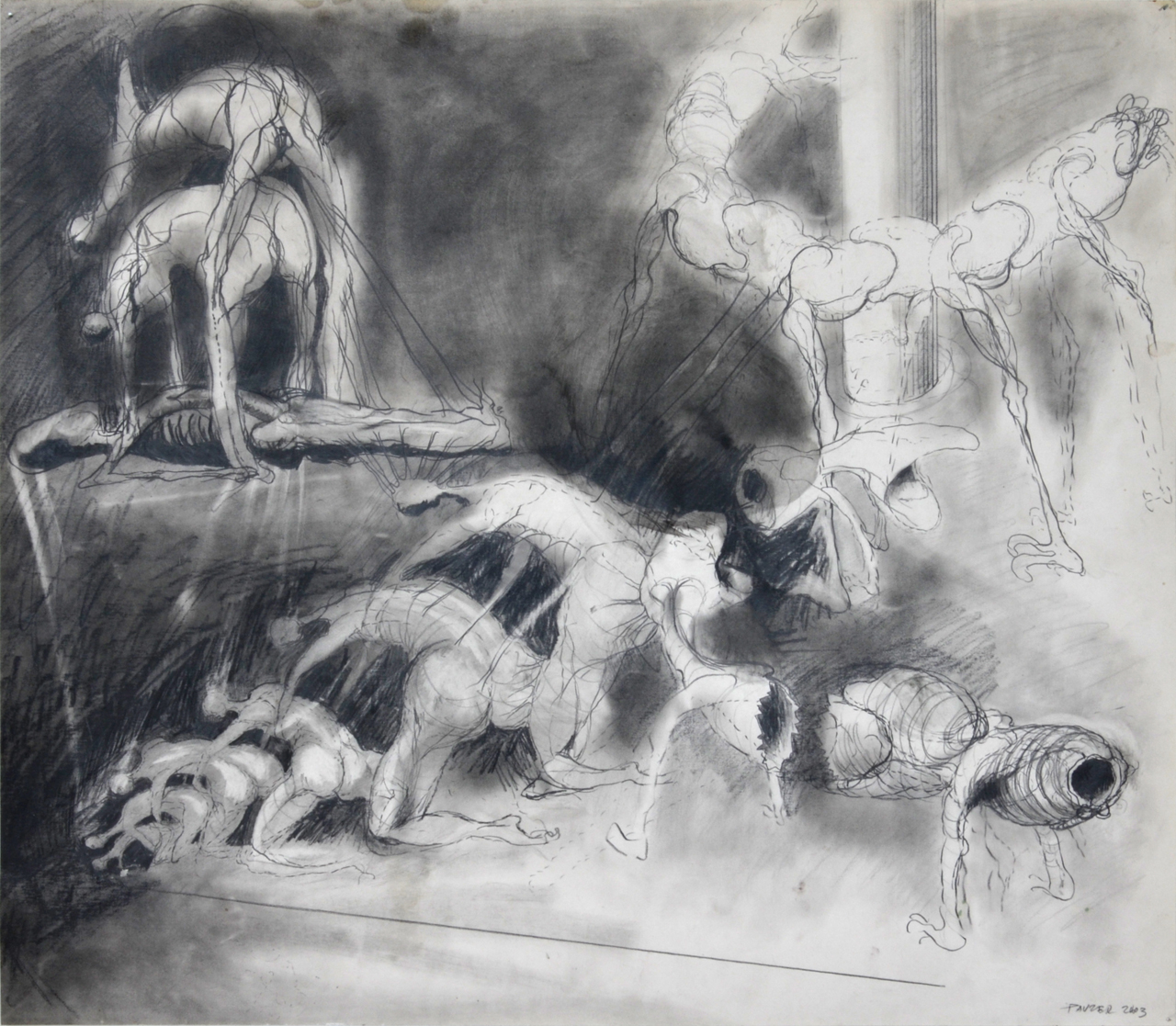
Dokola, grafit, papír, 2003
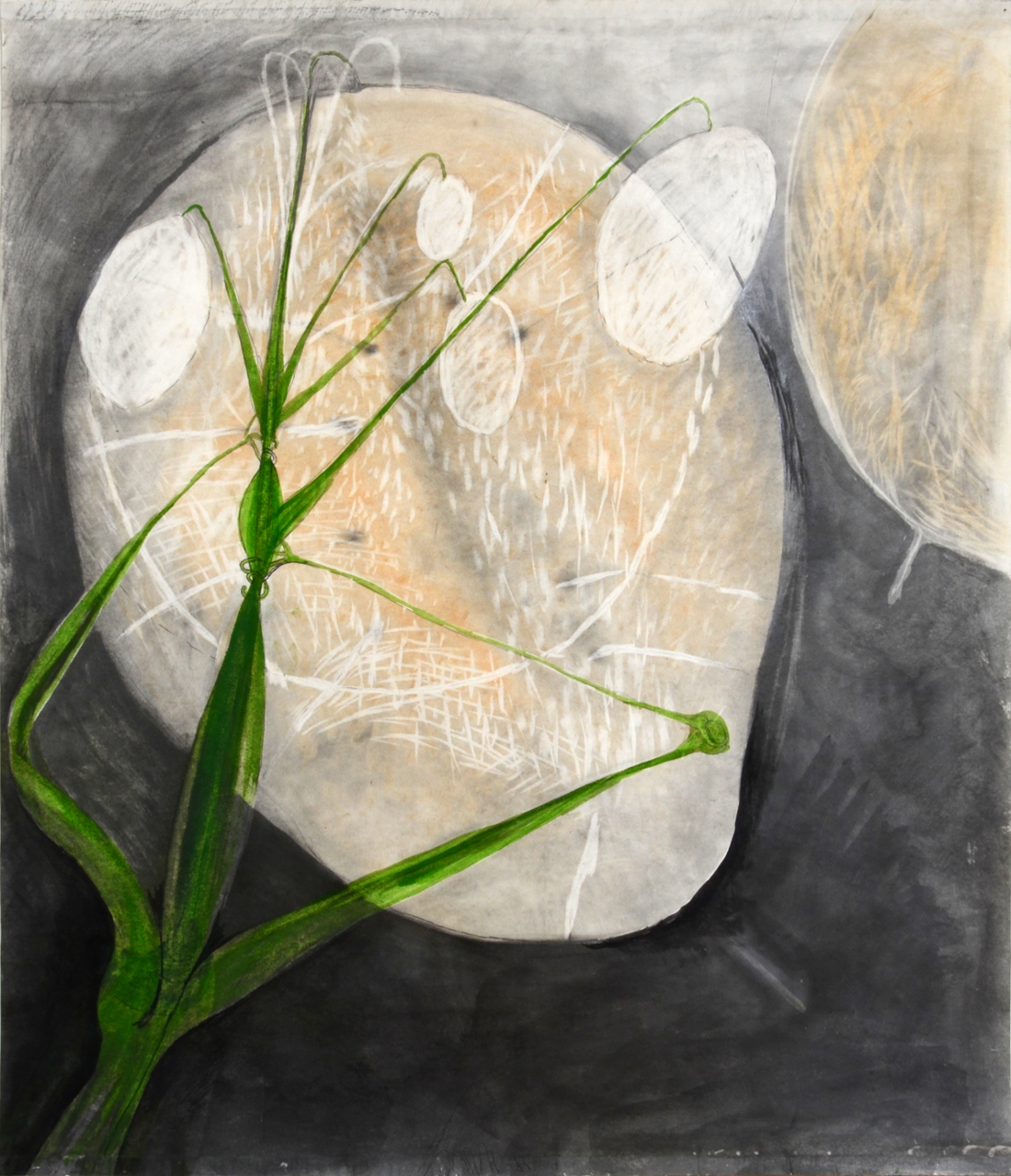
Bledé tváře, grafit, měditisková barva, křída, papír, 2005
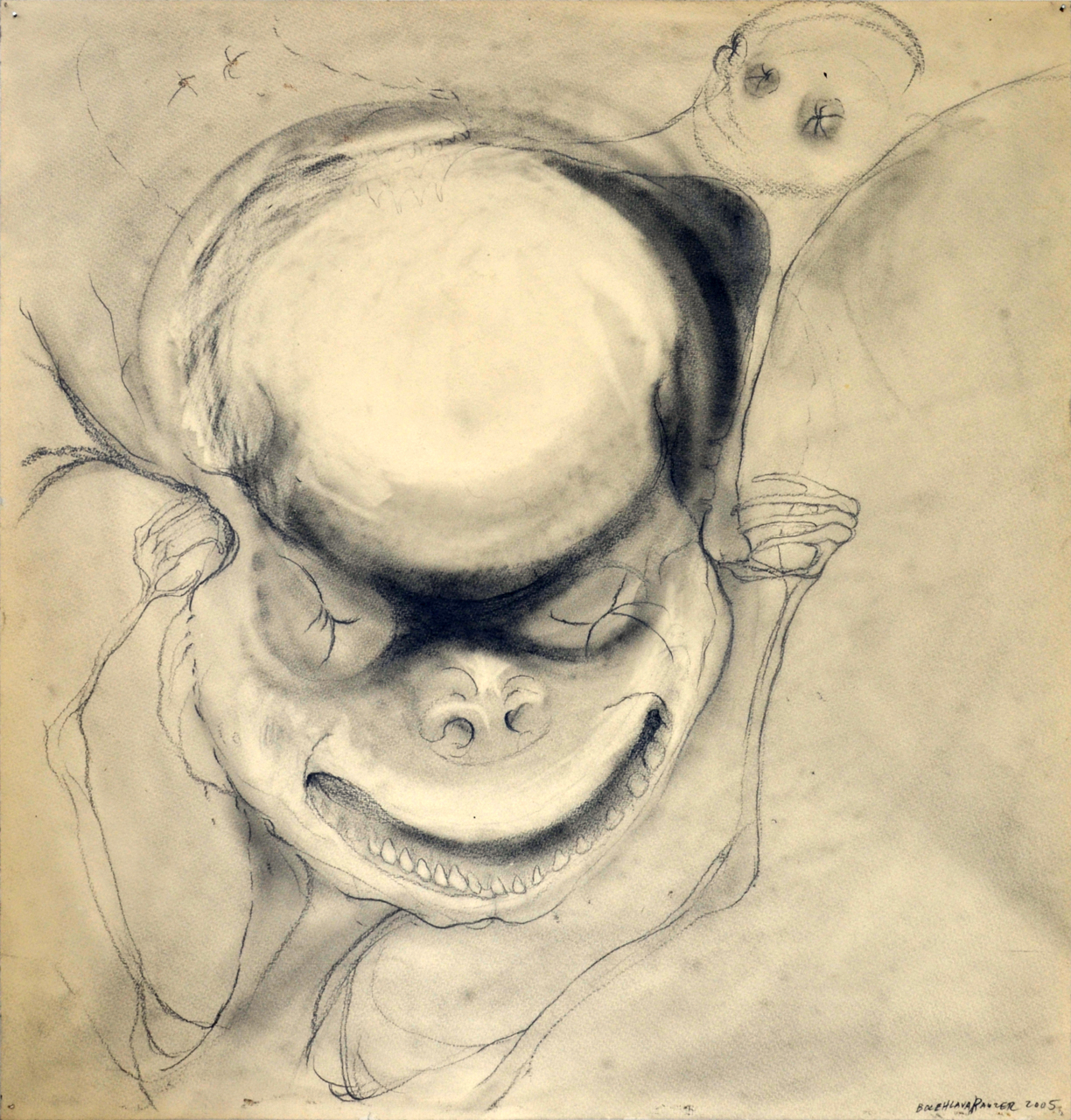
Bolehlava, grafit, papír, 2005
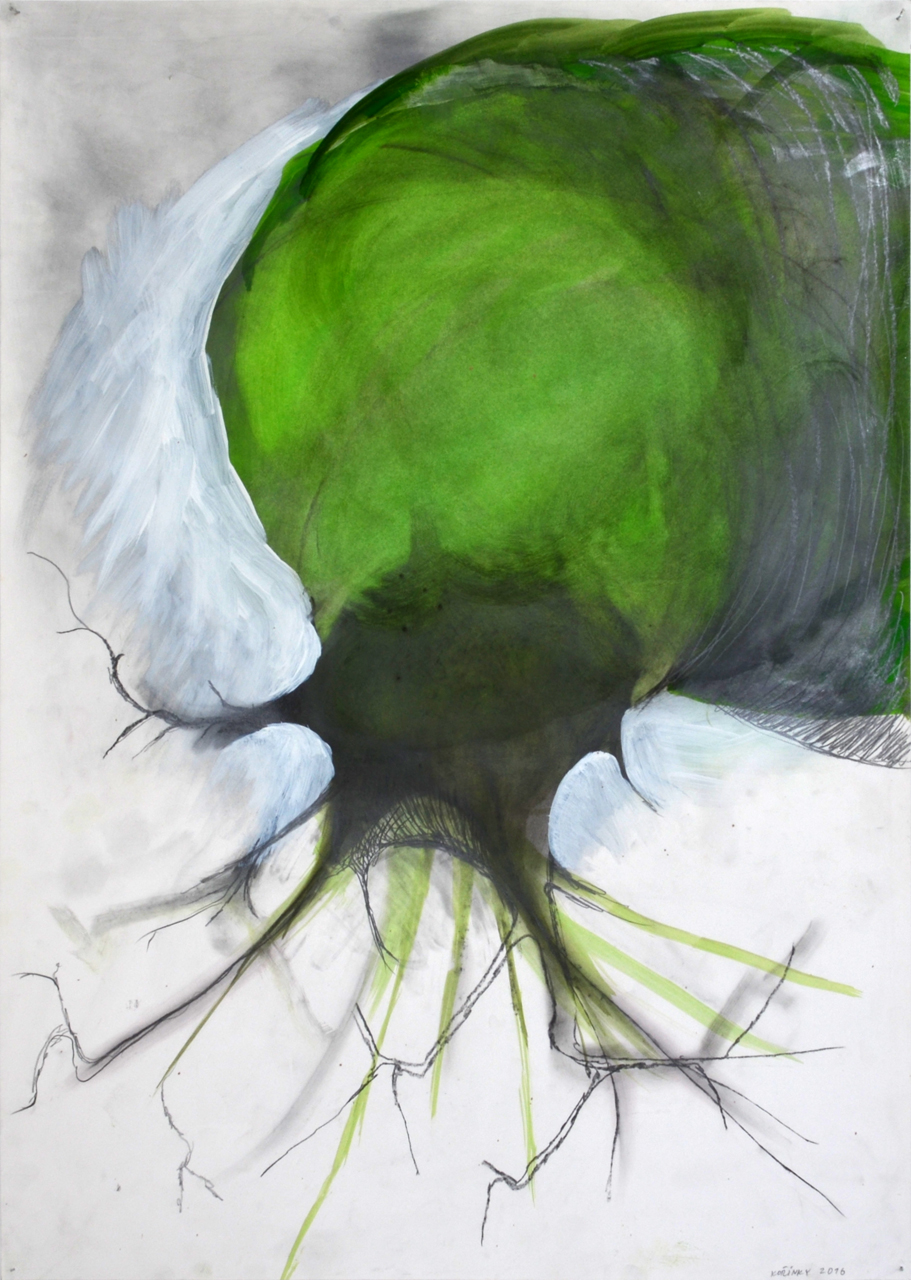
Kořínky II, akvarel, grafit, akryl, 2016

Restaurátorské práce Karla Pauzera nejsou dostatečně dokumentovány v tisku a autor je nepovažuje v kontextu díla za významné.

### Zastoupení ve sbírkách
- Národní galerie v Praze[13]
- Moravská galerie v Brně
- Alšova jihočeská galerie v Hluboké nad Vltavou
- Galerie Klatovy / Klenová
- Galerie výtvarného umění v Ostravě
- České muzeum výtvarných umění v Praze / GASK
- Severočeská galerie výtvarného umění v Litoměřicích
- Galerie moderního umění v Roudnici nad Labem
- Oblastní galerie v Liberci
- Galerie Benedikta Rejta v Lounech
- Soukromé sbírky doma a v zahraničí

### Autorské výstavy
- 1969 Plastiky a kresby, Galerie Václava Špály, Praha
- 1988 Hana Purkrábková: Sochy, Karel Pauzer: Kresby, sochy, Atrium, [Praha]
- 1991 Grafika, Galerie Litera, Praha
- 1992 Grafika, Galerie D, Ostrava
- 1994 Plastika kresba grafika z let 1964 - 1994, Karolinum, Praha
- 1994 Soukromá genesis, Galerie Litera, Praha
- 1996 Neuburg An Der Donau - Rathausplatz, Regensburg - Salzstadel
- 1996 Od začátku, Galerie Litera, Praha
- 1997 Plastiky a kresby, Galerie Atelier Kateřiny Dostálové, Olomouc
- 1997 Sochy a kresby, Galerie české kultury, Český Krumlov
- 2000 Zoobotanická, Galerie Millennium, Praha
- 2004 Trochu přírodopisu, Severočeská galerie výtvarného umění v Litoměřicích (s H. Purkrábkovou)
- 2005 Trochu přírodopisu, Galerie umění Karlovy Vary
- 2005 Kresby, plastiky, Sankturinovský dům, Kutná Hora
- 2006 Rodiny, Galerie Navrátil, Praha
- 2007 Plastiky a kresby, Galerie Magna, Ostrava
- 2011 Konec léta, Galerie Navrátil, Praha
- 2015 Karel Pauzer a Hana Purkrábková, Galerie Státního hradu a zámku v Jindřichově Hradci[14]
- 2016 Hana Purkrábková / Karel Pauzer: Vidět život, Galerie u Bílého jednorožce, Klatovy
- 2017 Karel Pauzer / Hana Purkrábková: Bytosti, Galerie moderního umění Roudnice nad Labem[15]
- 2022 Karel Pauzer: Sochy a kresby, Galerie Millennium, Praha[16]

### Společné výstavy
- 1966 Výstava mladých / Exposition des jeunes, Dům pánů z Kunštátu, Brno
- 1967 Nová jména, Galerie D, Praha
- 1967 Výstava mladých '67, ÚLUV, Praha
- 1967 Nové cesty II: Mladá generace, Dům umění, Zlín
- 1968 Sex Från Prag, Konstforum, Norrköping, Stenhusgården, Linköping
- 1968 300 malířů, sochařů, grafiků 5 generací k 50 létům republiky, Praha
- 1969 Nová figurace, Mánes, Praha
- 1969 Socha a město, Liberec
- 1970 Sodobna češkoslovaška umetnost, Mestna galerija, Ljubljana, Piran, Zagreb
- 1980 Kresby, Rychnov nad Kněžnou (zámek)
- 1981 Netvořice '81, Dům Bedřicha Dlouhého, Netvořice (Benešov)
- 1982 Kresba / Socha / Grafika, Hájenka ve Hvězdě, Praha
- 1983 Obrazy a sochy, Obvodní kulturní dům Gong, Praha
- 1983 3. Biennale der Europäischen Grafik, Baden-Baden
- 1985 Barevná socha, Galerie H, Kostelec nad Černými lesy
- 1987 30 výtvarníků v Lidovém domě, Praha
- 1988 Forum 1988, Holešovická tržnice, Praha
- 1989 Restaurátorské umění 1948–1988, Mánes, Praha
- 1989 Úsměv, vtip a škleb, Palác kultury, Praha
- 1989 Keramická plastika, Vojanovy sady, Praha
- 1990 Pocta umělců Jindřichovi Chalupeckému, Městská knihovna, Praha
- 1990 Dialog '90, Mánes, Praha
- 1990/91 Nová skupina: Členská výstava, Městská knihovna, Praha, Dům umění v Opavě, Galerie[17]
- 1991 Šedá cihla 78/1991, Dům umění v Opavě, Galerie, Klatovy[18]
- 1992 Contemporary East European Ceramics, The Clay Studio, Philadelphia
- 1992/2003 Minisalon[19], Praha, Mons, Cincinnati, New York, Hollywood, Albuquerque, Indianapolis, Chicago, Rapids, Nord Dartmouth, St. Petersburg, Florida, Columbia, Pražský hrad, Brusel, Ubud, Surabaya, Jakarta, Paris
- 1992 Barok a dnešek, Kostel Zvěstování Panny Marie, Litoměřice
- 1992/2008 Umělecká beseda, členské výstavy, Mánes, Praha
- 1993/94 Nová figurace, SGVU v Litoměřicích[20], Moravská galerie v Brně, Dům umění v Opavě, Oblastní galerie Vysočiny v Jihlavě
- 1996/97 Umění zastaveného času / Art when time stood still, Česká výtvarná scéna 1969–1985, Praha, Brno, Cheb
- 1998 ...o přírodě..., České muzeum výtvarných umění, Praha
- 1999 Umění zrychleného času. Česká výtvarná scéna 1958 - 1968, Praha, Cheb
- 2000 Dva konce století 1900, 2000, Dům U Černé Matky Boží, Praha
- 2001 ...o lidech..., České muzeum výtvarných umění, Galerie Bayer & Bayer, Praha
- 2001 Barevná socha, Severočeská galerie výtvarného umění v Litoměřicích
- 2002/04 Současný akvarel / Contemporary watercolour painting, Galerie Navrátil, Praha
- 2004 Ohlédnutí, 2. část,[21]
- 2005 Florálie, Mezi idylou a halucinací, Artpro Gallery, Praha
- 2005 Osteuropäische Keramik - Geforme Erde, Oberpfälzer Künstlerhaus, Schwandorf
- 2006 České umění 20. století / The Bohemian Art of 20. century: 1940 - 1970,[22]
- 2006 Doteky země, Galerie moderního umění v Roudnici nad Labem
- 2007 Od sochy ...: České sochařství 2. poloviny 20. století ze sbírek Galerie Klatovy
- 2007 Členská výstava Umělecké besedy, Muzeum a galerie Orlických hor, Rychnov nad Kněžnou, Novoměstská radnice, Praha, Galerie výtvarného umění, Most
- 2007 Umělecká beseda: Vědomí o člověku, Výstavní síň Masné krámy, Plzeň, Mánes, Praha
- 2008 České a slovenské výtvarné umenie šesťdesiatych rokov 20. storočia, Trenčín, Liptovský Mikuláš
- 2008 České a slovenské umění 60. let 20. století, Dům umění Zlín, Dům umění Ostrava
- 2009 Socha a město Liberec 1969. Výstava o výstavě, Oblastní galerie v Liberci
- 2009 Věčná pomíjivost,[23] Kostel Zvěstování Panny Marie, Litoměřice
- 2010 New Sensitivity, National Art Museum of China, Beijing

### Autorské katalogy
- Petrová Eva: Karel Pauzer, 12 s., Galerie Václava Špály, Praha 1969
- Neumannová Eva: Karel Pauzer: Grafika, 4 s., 1991
- Karel Pauzer: Grafika, 4 s., Galerie Ol, 1992
- Novotná Jarmila: Karel Pauzer, Moravská galerie v Brně 1993
- Kříž Jan: Karel Pauzer: Plastika kresba grafika z let 1964 – 1994, 16 s., České muzeum výtvarných umění v Praze 1994
- Jůza Jan: Karel Pauzer: Kresby, plastiky, 6 s., 2005
- Drury Richard: Karel Pauzer, 2 s., G. Magna, Ostrava 2007
- Lazorčík M: Hana Purkrábková, Karel Pauzer / Vidět život, kat. 41 s., Galerie U bílého jednorožce, Klatovy 2017

### Souborné publikace
- Růžička Milouš, Vlček Tomáš: Současná keramika, 71 s., Odeon, Praha 1979
- Chalupecký Jindřich: Nové umění v Čechách, 173 s., H&H, Jinočany 1994, ISBN 80-85787-81-4
- Šetlík Jiří: Cesty po ateliérech, 300 s., Torst, Praha 1996 ISBN 80-85639-89-0

### Články v časopisech
- Revue du Verre (1990, 2, 45 p. 31-36) Stará E.: Un exposition de ceramique…
- Keramik Magazin (1995, 1, 17, p. 13-15) Klasová M.: Skulptur und Ton
- Neue Keramik (2005, 6, p. 36-37) Knyrim Hawe: Osteuropäische Keramik – Geforme Erde